# Anton Ebner (Politiker)
Anton Ebner (* 31. Mai 1876 in Graz; † 6. August 1963 ebenda) war ein österreichischer Politiker der Sozialdemokratischen Arbeiterpartei Österreichs (SDAP).

## Beruflich
Nach dem Besuch der Volksschule erlernte Anton Ebner den Beruf eines Tischlers. Seinen Lebensunterhalt verdiente er im Bergbau, als Wanderarbeiter, Tischler und ab 1904 als Angestellter der Bezirkskrankenkasse in Graz. 

## Politische Funktionen
- Gewerkschaftssekretär
- ab 1896: Gewerkschaftsmitglied
- 1905: Obmann des Gauverbandes der Holzarbeiter für Steiermark
- 1918: Mitglied des Gemeinderates von Graz
- Abgeordneter zum Steiermärkischen Landtag
- 7. Juli 1919 – 9. November 1920: Mitglied der Konstituierenden Nationalversammlung
- 10. November 1920 – 1. Oktober 1930 und 2. Dezember 1930 – 17. Februar 1934: Abgeordneter zum Nationalrat